# Björn Andersson (fotograf)
Björn Andersson, fotograf från Göteborg, född 1961, jobbar med såväl stillbild som video.
Verksam företrädesvis inom blåljusfotografi. Mest kända bilder är de från diskoteksbranden på Backaplan den 30 oktober 1998. Björn Andersson var den första journalisten på plats och kunde dokumentera katastrofens tidiga skede.
Hans bilder och video publiceras ofta i GT, Expressen och TV4. Bilder har även publicerats i ett antal böcker och publikationer.
En av hans bilder på Louise Hoffsten, taget då hon uppträdde i Bingolotto, blev frimärke 2004. Det var utgivningen "Rock 54-04", ett specialhäfte då rocken i Sverige firade 50 år.
Han är pappa till skådespelerskan Zandra Andersson som debuterade i filmen Prinsessa.